# Peter Wohlleben
Peter Wohlleben (* 1964, Bonn) je německý lesník a autor knih o přírodě.

## Životopis
Vystudoval lesní inženýrství na vysoké lesnické škole v Rottenburgu. Od roku 1994 pracoval jako úředník zemské lesní správy. V roce 2006 se stal správcem lesního revíru Hümmel. Při své práci se snažil o ekologicky šetrné hospodaření bez použití těžké techniky a pesticidů. V roce 2016 opustil ze zdravotních důvodů práci lesního správce.

## Dílo
- Tajný život stromů. Co cítí a jak komunikují. Objevování fascinujícího světa. Ráječko 2016. ISBN 978-80-905788-6-9.
- Zvířata a rostliny v lese Průvodce lesním ekosystémem. Přes 250 druhů zvířat a rostlin. Praha 2017. ISBN 978-80-242-5765-5.
- Slyšíš, jak mluví stromy? Co všechno můžeš objevit v lese. Brno 2017. ISBN 978-80-906819-4-1.
- Příběhy stromů. Co nám o sobě vyprávějí… Praha 2017. ISBN 978-80-271-0277-8.
- Citový život zvířat. Láska, zármutek, soucítění – úžasná tvář skrytého světa. Brno 2017. ISBN 978-80-905788-9-0.
- Les. Návod k použití. Brno 2017. ISBN 978-80-906819-2-7.
- Moudrost lesa. 2018. ISBN 978-80-907197-4-3.
- Víš, kde jsou děti stromů? 2018. ISBN 978-80-907197-7-4.
- Jak se žije u Wohllebenů – Samozásobitelství v praxi. 2018. ISBN 978-80-907197-8-1
- Můj první les. 2018. ISBN 978-80-907420-4-8.
- Tajemné pouto mezi člověkem a přírodou. 2019. ISBN 978-80-88316-41-1.
- Tajná síť přírody. 2018. ISBN 978-80-906819-6-5.
- Víš, kde bydlí zvířata? – Poznáváme život na loukách a v lesích. 2019. ISBN 978-80-88316-42-8.
- Přírodě na stopě. 2020. ISBN 978-80-7670-000-0.
- Kde si Píťa zchladí tlapky? 2020. ISBN 978-80-88316-99-2.
- Půjdeš s námi ven? — Objevitelské výpravy za přírodou ve městě. 2021. ISBN 978-80-7670-021-5.